# Peres-csatorna
A Peres-csatorna Dormándtól nyugati irányban, a Hevesi-sík keleti részén ered, Heves vármegyében a 33-as főút és a 31-es főút elágazásánál.
A Peres-csatorna Besenyőtelektől délre éri el a Csincsa-csatornát.

## Part menti települések
A csatorna partjai mentén közel 3700 fő él.
- Dormánd
- Besenyőtelek